# Gerhard Melcher (Freestyle-Skier)
Gerhard Melcher (* 22. April 1965) ist ein deutscher Mediziner und früherer Freestyle-Skier in der Disziplin Aerials (Springen).
Gerhard Melcher war für den TSV 1880 Wasserburg am Inn aktiv und begann im Alter von 22 Jahren mit seinem Sport. Ein Jahr später, 1988, rückte er in den deutschen Nationalkader auf, dem er bis 2002 angehörte. Im Dezember 1988 gab er in Tignes sein Debüt im Weltcup und wurde 32. Im Dezember 1994 erreichte er in Piancavallo als Zehnter seine erste Top-Ten-Platzierung, insgesamt erreichte er sechsmal die besten Zehn. Einmal konnte er in Meiringen im März 1998 als Drittplatzierter das Podium erreichen. In Lake Placid wurde Melcher 1991 15. der Weltmeisterschaften, 1993 in Altenmarkt-Zauchensee Elfter, 1997 in Iizuna Kogen 20. und 2001 in Whistler 28. Die Teilnahme an den Olympischen Winterspielen 1998 verpasste der Deutsche Meister der Jahre 1994 bis 2002 knapp, sein Gnadengesuch auf Nominierung an das Nationale Olympische Komitee Deutschlands wurde abgelehnt. Auch Vier Jahre später scheiterte er ähnlich knapp an der Olympianorm für Salt Lake City. 2002 beendete er seine Karriere.
Nachdem Melcher die Realschule absolviert hatte, machte er eine Ausbildung zum Mechaniker für Apparatebau in Moosach und arbeitete anschließend mehrere Jahre in diesem Beruf bei einer Firma im Flugzeugbau. An der Technischen Berufsoberschule in Freimann legte er 1990 sein Abitur ab und studierte anschließend bis 1995 Maschinenbau und schloss es als Diplom-Ingenieur ab. Aufgrund seiner vielen eigenen Verletzungen begann er sich nach Ermunterung seines Teamarztes selbst für die Medizin zu interessieren und bestand 1996 den letztmals durchgeführten Medizinertest. 2004 bestand er in München das 3. Staatsexamen und begann danach seine Facharztausbildung zum Orthopäden an einem staatlichen Krankenhaus in Phuket. Schon als Student hatte er Beziehungen nach Thailand, wo er 2001 seine erste Famulatur absolvierte. Im Salt Lake City absolvierte er am Universitätsklinikum sein praktisches Jahr. Am 26. Dezember war er auf der Insel Phuket, als der verheerende Tsunami Südostasien heimsuchte. Danach gehörte er zu den Medizinern, die die Notversorgung der vielen Verletzten durchführten.

## Einzelbelege
1. ↑  Krauss und Ertl bleiben zu Hause

| Personendaten    | Personendaten                           |
| ---------------- | --------------------------------------- |
| NAME             | Melcher, Gerhard                        |
| KURZBESCHREIBUNG | deutscher Mediziner und Freestyle-Skier |
| GEBURTSDATUM     | 22. April 1965                          |